# The Dancer of the Nile
The Dancer of the Nile er en amerikansk stumfilm fra 1923 af William P.S. Earle.

## Medvirkende
- Carmel Myers som Arvia
- Malcolm McGregor som Karmet
- Sam De Grasse som Pasheri
- Bertram Grassby som Tut
- June Elvidge
- Iris Ashton som Mimitta